# ウースター級軽巡洋艦
| ウースター級軽巡洋艦 | ウースター級軽巡洋艦 |
| -------------------- | --- |
| USS Worcester CL-144 | |
| 艦級概観             | |
| 艦種                 | 軽巡洋艦 |
| 艦名                 | 1番艦：ウースター 2番艦：ロアノーク                                                                                                |
| 前級                 | ファーゴ級軽巡洋艦 |
| 次級                 | CL-154級軽巡洋艦 |
| 計画                 | 10隻 |
| 建造                 | 2隻 |
| 中止                 | 8隻 |
| 性能諸元             | |
| 排水量               | 基準：14,700l.t (14,936t) 満載：17,997l.t (18,286t)                                                                                |
| 全長                 | 679ft 6in (207.1m) |
| 全幅                 | 70ft 8in (21.5m) |
| 吃水                 | 25ft (7.6m) |
| 機関                 | GE式ギヤード蒸気タービン4基/4軸 出力：120,000shp                                                                                   |
| 速力                 | 33kn |
| 航続距離             | 8,000海里 / 15kn巡航 |
| 兵装                 | 6"/47 Mk.16 連装両用砲 6基12門 3"/50 Mk.27 連装速射砲 11基22門 3"/50 Mk.34 単装速射砲 2基2門                                       |
| 装甲                 | 舷側：5in (127mm) 甲板：3.5in (89mm) 船内隔壁：4in (102mm) 砲塔前面：6.5in (165mm) 砲塔後面：2-3in (51-76mm) 砲塔上面：4in (102mm) |
| 乗員                 | 1,070-1,401名 |

ウースター級軽巡洋艦（ウースターきゅうけいじゅんようかん　Worcester class light cruiser）は、アメリカ海軍の軽巡洋艦の艦級。
第二次世界大戦中に4隻が計画されたが、ウースター、ロアノークのみが戦後に完成し、残りはキャンセルされた。主武装は15.2cm47口径両用砲・連装6基。

## 概要
第二次世界大戦では防空巡洋艦という艦種が著しく発展したが、更に高々度飛行可能な陸上重爆撃機や対艦ミサイルの迎撃を企図した大型・長射程の対空砲の必要性が認識された。アメリカ海軍では巡洋艦用の自動装填装置を備えた速射砲として、デモイン級重巡洋艦に搭載されたMk.16 55口径8インチ対艦砲と同時期にMk.16 47口径6インチ両用砲の開発が行われ、艦船局はこの新型高角砲の搭載を中心として新型防空巡洋艦を開発した。これがCL-144ウースター級軽巡洋艦である。
本級はアトランタ級防空軽巡洋艦を大型化し、更に対空・対水上砲撃能力を持つ新型6インチ両用自動砲を主砲として搭載したクラスとして設計が行われた。元々の計画はクリーブランド級とその改良型であるファーゴ級並みの船体サイズのものであったが、結果的に主砲等後述の理由によりはるかに大重量の艦となった。
設計は1942年5月13日に要求仕様が出され、艦船局によって正式に計画がスタートした。この過程で十種類の異なった計画案が出され、最終的に第十案を変更した設計となったが、その上で本級はいくつかの必要な性能を満たす事が要求された。即ち、巡洋艦としての船体と水上目標のみならず航空機に対しても対処可能な火力に、駆逐艦並みの速力と機動性の融合であり、第二次世界大戦の戦訓の多くを具現化した、強力な対空・対水上戦闘用の巡洋艦として完成した。
その能力は偵察任務の実施、駆逐艦戦隊の嚮導、そしてほぼ全天候下での海上展開等、多様な運用を可能とした。また遠洋航海向けの多大な燃料の搭載とそれに伴う船体の大型化を、他艦に追随するだけの速力、迅速な機動性と両立させる事に成功した。加えて、自艦主砲の砲撃に対する十分な装甲防御を備え、更に敵巡洋艦をアウトレンジ砲撃可能且つ大規模空襲を迎撃するに十分な性能の主砲を搭載している。

## 兵装

### 主砲
主砲はMk.16 47口径6インチ両用砲である。6インチ砲として初めて対空・対水上射撃の両立が可能となった自動砲で、本級はアメリカ海軍で唯一この砲が搭載された。連装砲塔を6基12門装備し、それまでのアメリカ海軍軽巡洋艦に対空用として装備されてきたMk.12 38口径5インチ両用砲のような副砲は無い。両用砲として対空射撃にも使用できる事は、射撃指揮の単純化に大きく寄与した。
|          | 主砲諸元                                                                   |
|          | 砲身                                                                       |
| -------- | -------------------------------------------------------------------------- |
| 口径     | 6in (15.2cm)                                                               |
| 型式     | 6inch/47 Mk.16 Mod.0                                                       |
| 種別     | 後装式ライフル砲                                                           |
| 砲身長   | 47口径長 282.3in (7.17m)                                                   |
| 重量     | 9,640lbs (4,373kg)                                                         |
|          | 砲塔                                                                       |
| 構成     | 連装砲塔                                                                   |
| 重量     | 208.5l.t (211.8t)                                                          |
| 装甲     | 前面：6.5in (165mm)、後面：2-3in (51-76mm) 上面：4.0in (102mm)、側面：不明 |
| 俯仰角   | -5°/+78°                                                                   |
| 俯仰速度 | 14.8°/s                                                                    |
| 旋回角   | 300° (±150°)                                                               |
| 旋回速度 | 25°/s                                                                      |
| 装填角   | 任意装填                                                                   |
| 射撃補助 | Mk.27 Mod.0 FCR                                                            |
| 信管調定 | Mk.20 Mod.4/5                                                              |
|          | 性能                                                                       |
| 砲弾重量 | AP Mk.35：130lbs (58.97kg)、HC Mk.39：105lbs (47.63kg)                     |
| 炸薬重量 | AP Mk.35：1.95lbs (0.88kg)、HC Mk.39：14.09lbs (6.39kg)                    |
| 装薬重量 | 33lbs (14.97kg)                                                            |
| 砲口初速 | AP Mk.35：2,500fps (762m/s)、HC Mk.39：2,665fps (812m/s)                   |
| 最大射程 | AP Mk.35：26,100yd (23,866m)、HC Mk.39：23,500yd (21,488m)                 |
| 最大射高 | HC Mk.39：48,000ft (14,630m)                                               |
| 発射速度 | 12発/分                                                                    |
| 砲身命数 | 750-1,050発                                                                |
| 砲弾数   | 合計：4,836発 (各砲塔806発)                                                |
| 射撃管制 | Mk.37 GFCS                                                                 |

### 対空砲
一番艦ウースターの就役時には3インチ砲は装備されておらず、試験航海時には6基の20mm機銃座のみが装備された。
1949年初頭、フィラデルフィア海軍造船所でようやくウースターにMk.33/Mk.34 50口径3インチ両用砲が搭載された。これに伴い、20mm機銃座は撤去された。この3インチ砲は、第二次大戦中の日本軍の特攻に対して能力不足が指摘されたボフォース 60口径40mm機関砲の代替を目的に開発された。中射程での防空を担当し、45-50発/分の発射速度を誇る新型の速射砲だった。ウースター級はこの連装タイプであるMk.33を左右両舷にそれぞれ5基、艦首に1基搭載、更に単装タイプのMk.34を艦尾のバルジ両舷に1基ずつ装備し、合計で連装11基単装2基24門の3インチ砲を備えていた。
|          | 兵装諸元             | 兵装諸元            |
| -------- | -------------------- | ------------------- |
| 砲身     | Mk.22 3"/50          | Mk.22 3"/50         |
| 口径     | 3in (76.2mm)         | 3in (76.2mm)        |
| 型式     | 3"/50 Mk.33          | 3"/50 Mk.34         |
| 構成     | 連装                 | 単装                |
| 重量     | 32,400lbs (14,696kg) | 17,000lbs (7,711kg) |
| 俯仰角   | -15°/+85°            | -15°/+85°           |
| 俯仰速度 | 30°/s                | 30°/s               |
| 旋回角   | 360°                 | 360°                |
| 旋回速度 | 24°/s                | 24°/s               |
| 弾頭重量 | 24lbs (10.89kg) ※AA  | 24lbs (10.89kg) ※AA |
| 砲口初速 | 2,700fps (823m/s)    | 2,700fps (823m/s)   |
| 発射速度 | 45-50発/分           | 45-50発/分          |
| 砲身命数 | 2,050発              | 2,050発             |
| 砲弾数   | 1,400-1,500発/門     | 1,400-1,500発/門    |
| 最大射程 | 14,600yd (13,350m)   | 14,600yd (13,350m)  |
| 最大射高 | 30,400ft (9,266m)    | 30,400ft (9,266m)   |
| 射撃管制 | Mk.56/Mk.63 GFCS     | Mk.56/Mk.63 GFCS    |

## 船体
就役時のウースター級の船体は排水量約14,000トン、全長207メートル、全幅21.6、喫水7.9フィート。最高速力33ノット。当初の乗員定数1,070名。
設計段階で本級はモデルとなったアトランタ級よりも約8,000トン、クリーブランド級と比較しても約4,000トン大型化し、“軽”巡洋艦でありながら重巡であるボルチモア級並みになることが判明した。主砲塔の大型化と強化された防御、そして戦訓を元にした頑丈な船体構造のせいで本級の満載排水量は約18,000トンにまで迫り、同時期の重巡洋艦並みの125,000馬力もの機関出力が必要とされた（なお、デモイン級重巡の機関出力は120,000馬力である）。
出力の強化は、戦時下に対空火器その他を満載したアメリカ海軍軽巡洋艦の速力が当初予期されていたよりも遅かったことが判明した為、空母直衛艦としての定位置を維持できる速力が必要とされたからである。

## 防御
防御面では、大型化した事によって前級であるクリーブランド級/ファーゴ級よりも主砲防楯や甲板防御が強化されている。舷側装甲は76.2mmから最大127mm、甲板装甲が最大で88.9mmの厚さを持つ。主砲塔の防楯は50.8mmから最大で165.1mm、バーベット部は127mmの装甲が施された。司令塔の防御装甲は114.3mmである。

## レーダー
就役時には捜索レーダーとしてメインマストにSR2、SG6を搭載し、後部煙突正面のマストにSR6を、後部マストにSP1を設置した。SR2レーダーのアンテナは直径1.5インチの硬質な同軸ケーブルでできており、セラミック製ドーナツ型スペーサーで支えられた0.25インチの中心導体を持っていた。が、あまり有効なレーダーではなかったようで、最終的に後部煙突前のSR6レーダーと交換で撤去されている。射撃管制レーダーは対空戦闘における分火射撃に適するよう各砲塔毎に設置され、合計19基搭載された。

## 航空兵装
航空艤装として水上機を運用する為のクレーンが艦尾に搭載されたが、戦後就役の艦艇である本級では水上機よりも主にシコルスキーHO3Sなどのヘリコプターが運用された。ウースターの艦載ヘリは、朝鮮戦争時に近海に不時着したパイロットの救助作業に活躍している。艦尾に航空兵装が集中しているのは、第二次大戦の戦訓により航空用ガソリン等の火災を避けるためである。

## 運用・評価
本級の建造は10隻がニューヨーク造船所に割り当てられたが、太平洋戦争の終結と共に1945年1月一番艦CL-144ウースターと同年5月二番艦CL-145ロアノークの2隻が起工されただけにとどまり、残りの8隻は同年3月にキャンセルされた。2隻だけ建造されたウースターとロアノークは1948年と1949年に就役し、1958年には退役してモスボール処理がなされた。
戦後に完成したウースター級は、自動装填型両用砲を主砲とした革新的な軽巡洋艦であったにもかかわらず、就役時点で既にコンセプトは陳腐化していた。ジェット化による航空機のスピードの増大、小型・俊敏な戦闘爆撃機の一般化に伴い、大口径の自動砲は対空兵器として能力不足とされ、自国の艦隊を空襲から守るには艦対空ミサイルや小口径砲の方がより適していることが判明したからである。
本級はデモイン級のように生涯を引き延ばすに足る副次的な任務を見出すことができなかったが、唯一朝鮮戦争で空母任務部隊の護衛と上陸部隊の支援砲撃に従事することができた。本級は艦砲を主武装とした最後の軽巡洋艦であり、次世代の巡洋艦は誘導ミサイルを主兵装とする事になった。

## 同型艦
- ウースター (USS Worcester, CL-144)
- ロアノーク (USS Roanoke, CL-145)
- ヴァレーオ (USS Vallejo, CL-146)（未成艦）
- ゲイリー (USS Gary, CL-147)（未成艦）